# Municipio de Pleasant Grove (condado de Randolph)
El municipio de Pleasant Grove (en inglés: Pleasant Grove Township) es un municipio ubicado en el  condado de Randolph en el estado estadounidense de Carolina del Norte. En el año 2010 tenía una población de 571 habitantes.

## Geografía
El municipio de Pleasant Grove se encuentra ubicado en las coordenadas 35°34′12.51″N 79°34′35.09″O / 35.5701417, -79.5764139.